# Rolf-Michael Turek
Rolf-Michael Turek (* 18. Mai 1949 in Leipzig) ist ein deutscher evangelisch-lutherischer Pfarrer i. R. Er war in den 1980er Jahren ein Vertreter der Bürgerrechtsbewegung in der DDR und ein Unterstützer der subversiven Gruppen in Leipzig, besonders ab 1988 bei der Gestaltung der Friedensgebete in der Nikolaikirche. Aus diesen entwickelten sich die Montagsdemonstrationen und die Friedliche Revolution im Herbst 1989.

## Leben

### Jugend und Ausbildung
Rolf-Michael Turek wurde in ein christliches Elternhaus hinein geboren. Seine Mutter hatte eine kritisch-distanzierte Haltung zu den Entwicklungen in der DDR. Rolf-Michael Turek gehörte weder den Jungen Pionieren noch der FDJ an. Er nahm nicht an der Jugendweihe teil. Zusammen mit seinen beiden Schwestern besuchte er die Junge Gemeinde. Nach der Schule absolvierte er eine Lehre zum Elektromechaniker.
Der Wunsch, in Rostock Nautik zu studieren, blieb unerfüllt. 1972 begann Rolf-Michael Turek in Leipzig Theologie zu studieren, wurde am 10. August 1980 ordiniert und arbeitete als Klinikseelsorger im Bezirkskrankenhaus für Psychiatrie Leipzig-Dösen, unter anderem mit geistig-schwerbehinderten Kindern und Jugendlichen. Es folgte eine spezielle seelsorgerische Ausbildung. Von 1984 bis 1997 war Rolf-Michael Turek Pfarrer der Markus-Kirchgemeinde im Leipziger Stadtteil Reudnitz.

### Politisch-subversives Engagement bis zur Revolution 1989
Rolf-Michael Turek bemühte sich um Öffentlichkeit für brisante Themen, z. B. organisierte er nach dem Tschernobyl-GAU vom April 1986 im Januar 1987 ein Kernenergie-Seminar, an dem auch Gründungsmitglieder der Arbeitsgruppe Menschenrechte teilnahmen.
Im August 1988 setzte Superintendent Friedrich Magirius den Koordinator der Friedensgebete an der Leipziger Nikolaikirche, Christoph Wonneberger, ab. Auch Christian Führer, der Pfarrer der Nikolaikirche, beugte sich dem Druck staatlicher Stellen und unterstützte die Superintendentur Ost beim Ausschluss der Leipziger Bürgerrechtsgruppen von der Gestaltung der Friedensgebete.
Erst nach mehreren Monaten intensiver Protestaktionen konnten Christoph Wonneberger und die organisierte Leipziger Opposition – wie Arbeitsgruppe Menschenrechte, Arbeitskreis Gerechtigkeit Leipzig, Initiativgruppe Leben, Arbeitsgruppe Umweltschutz, Frauen für den Frieden – einen Kompromiss erreichen, der den Gruppen ab April 1989 die Gestaltung der Friedensgebete unter der Leitung und Verantwortung eines Pfarrers ermöglichte. Die Gruppen wurden dann neben Wonneberger von den Pfarrern Rolf-Michael Turek und Klaus Kaden sowie dem Priester Hans-Friedrich Fischer unterstützt.
Wöchentlich traf sich in der Markuskirchgemeinde Leipzig-Reudnitz der Gesprächskreis für Frieden und Gerechtigkeit, dem Andreas Ludwig, Rainer Müller (beide zugleich Mitarbeiter im Arbeitskreis Gerechtigkeit Leipzig) u. a. angehörten.
In den Gemeinderäumen von Rolf-Michael Turek traf sich im Jahre 1989 mehrfach der Sonnabendskreis (wie auch in der Nachbargemeinde Leipzig-Volkmarsdorf und im Studentenkonvikt des Theologischen Seminars Leipzig).
Regelmäßig hatte die Bibliothek der Markuskirchgemeinde „Frieden-Gerechtigkeit-Umwelt“ geöffnet. Die Planungs- und Vorbereitungsgruppe zur Errichtung eines Kommunikationszentrums der subversiven Gruppen, der u. a. Martin Jankowski angehörte, konnte von Superintendent Friedrich Magirius erfolgreich bis in den Herbst 1989 ausgebremst werden. Am 8. Oktober 1989 berichtete Rolf-Michael Turek im Deutschlandfunk über seine Erlebnisse vom Vortage, dem 40. Jahrestag der DDR, der ihr letzter sein sollte.

### Wirken seit der Einheit Deutschlands
In den 1990er Jahren gründete und moderierte Turek in Leipzig den Ökumenischen Arbeitskreis „Recht und Versöhnung“, worin Ute Leukert, Roland Brauckmann u. a. mitwirkten. In diesem Kreise waren auch sogar wenige ehemalige Funktionäre der Staatssicherheit bereit, über ihr Leben zu sprechen.
Die Markus-Gemeinde war die erste Gemeinde in Sachsen, in der im Sommer 1995 ein Kirchenasyl mit breitem Unterstützerkreis stattfand. Es handelte sich dabei um eine 12-köpfige Familie aus Palästina, die nach Tunesien abgeschoben werden sollte.
Rolf-Michael Turek war Pfarrer der Markus-Gemeinde im Leipziger Stadtteil Reudnitz bis 1997.
Danach wirkte er bis zu seiner Pensionierung 2014 als Seelsorger am Universitätsklinikum Leipzig. Er war im Krankenpflegeunterricht sowie bei der Fortbildung des Pflegepersonals tätig, unterhielt Kontakte zur Krankenhausverwaltung sowie zu den örtlichen Kirchengemeinden und Synoden und begleitete ehrenamtliche Mitarbeiter in diesem Bereich. Am Universitätsklinikum regte er die Gründung zweier Ethikkomitees an und arbeitete darin mit. Auch nach dem Eintritt in den Ruhestand wurde er gebeten, seine Arbeit in diesen Komitees fortzusetzen. In dieser Weise ist er heute noch am Klinikum aktiv, in einem Ethikkomitee als Vorsitzender und darüber hinaus oft als Moderator in ethischen Konfliktfällen. Aus Vorträgen und Workshops zum Thema gingen Artikel hervor. Die politische Dimension dieser Arbeit sieht er in der Gegenwart vor allem darin, der zunehmenden Ökonomisierung aller Lebensbereiche entgegenzuwirken.
Rolf-Michael Turek ist Mitglied bei Humorcare, der Gesellschaft zur Förderung von Humor in Therapie, Pflege, Pädagogik und Beratung, und engagiert sich noch jetzt in der Weiterbildung an der Akademie für Palliativmedizin.

## Fernseh- und Radio-Dokumentation
- Das Wunder von Leipzig, Film-Dokumentation von Sebastian Dehnhardt und Matthias Schmidt, arte/mdr, 2009.
- mephisto 97,6: Interview mit Rolf-Michael Turek: „Anpassung ist nicht gesund“ von Lily Meyer am 8. Oktober 2014.
- Protest gegen den geplanten Auftritt von Gregor Gysi (SED / PDS / Die Linke) zum Tag der Revolution von 1989 in der Leipziger Peterskirche im mdr-Sachenspiegel vom 10. Juli 2019.